# Konjavska planina
Konjavska planina (bulgariska: Конявска планина) är en bergskedja i Bulgarien.   Den ligger i regionen Kjustendil, i den västra delen av landet, 60 km sydväst om huvudstaden Sofia.
Omgivningarna runt Konjavska planina är en mosaik av jordbruksmark och naturlig växtlighet. Runt Konjavska planina är det ganska glesbefolkat, med 21 invånare per kvadratkilometer.